# Melanonus zugmayeri
Melanonus zugmayeri är en fiskart som beskrevs av Norman, 1930. Melanonus zugmayeri ingår i släktet Melanonus och familjen Melanonidae. Inga underarter finns listade i Catalogue of Life.